# أرميلو
أرميلو (بالإنجليزية: Armello) ، هي لعبة فيديو من نوع تقمص الأدوار، أنتجت سنة 2015م، وتصدر على عدة أجهزة الحواسيب ومنها نظام ويندوز وبلاي ستيشن 4 و أندرويد.